# Lipocosma punctissimalis
Lipocosma punctissimalis là một loài bướm đêm trong họ Crambidae.